# Сухое Озеро (озеро)
Сухое Озеро — пресноводное озеро в России, располагается на территории Кондопожского района Республики Карелии. Площадь водного зеркала — 9,8 км². Площадь водосборного бассейна — 5820 км².
Сухое Озеро расположено на высоте 101,3 м над уровнем моря, имеет вытянутую в меридиональном направлении форму, окружено сосново-еловым лесом. Через озеро протекает река Суна, также в него впадают небольшие реки Пюхантуохус с запада и Викша с юга. На западном берегу расположена нежилая деревня Фокина Гора.
Отдельные части озера носят названия Коданлампи, Викшозеро, до постройки Пальеозёрской ГЭС они представляли собой цепочку озёр и болот